# Саломон, Александр Петрович
Александр Петрович Саломон (1855—1908) — государственный и военный деятель Российской империи, шталмейстер (1900), директор Александровского лицея, затем член Государственного дворянского земельного банка, начальник Главного тюремного управления.

## Биография
Происходил из дворян — сын русского государственного деятеля, действительного тайного советника Петра Ивановича Саломона. Источники сообщают, что он родился в 1855 году, однако в его формулярном списке за 1896 год указано, что ему 43 года. Как указывал Э. Э. Ухтомский,  Саломон «…считал себя однолетком Соловьёва, его ровесником»; публикатор, тем не менее, не принял явного указания на год рождения А. П. Саломона — 1853-й — и сделал примечание (в соответствии с известными ему источниками), что этот факт не совсем верен: «Вл. С. Соловьёв родился двумя годами ранее».
В детстве с родителями посещал Оптину пустынь; забавный факт был отмечен в письме К. Зедергольма к преподобному Макарию (Оптинскому) от 18 февраля 1859 года: «Маленький Саломон, Саша, открыл здесь сбор в пользу вашей обители, величайшее для него удовольствие, если родные положат что-нибудь в коробочку для Оптиной пустыни. Из собранных им денег посылаю 3 руб. 50 коп.» .
Окончив курс в Александровском лицее с золотой медалью (1874), вступил в службу в 1875 году рядовым в лейб-гвардии Гренадерский полк (в октябре—ноябре 1876 года официально был в отставке; в это время участвовал в военных действиях в Сербии).
После объявления русско-турецкой войны, находился в дунайской армии и за участие в делах был награждён орденами Святой Анны 4-й степени с надписью за храбрость и орден Святого Станислава 3-й степени с мечами и бантом; 16 апреля 1878 года произведён в поручики.
После сдачи приёмного экзамена, 23 февраля 1879 года был зачислен в младший класс Николаевской академии Генерального штаба, но по болезни 11 марта 1881 года ушёл из неё и 26 мая был уволен от военной службы для определения к гражданским делам с присвоением чина коллежского асессора. Был определён на службу в Министерство внутренних дел — в Главное тюремное управление, где с 1882 по 1888 год состоял секретарём совета по тюремным делам, затем — инспектором.
С 1890 по 1894 год состоял секретарём принцессы Евгении Ольденбургской. Указом от 21.04.1891 года был пожалован в камергеры.
В 1892 году назначен членом совета Государственного дворянского земельного банка.
Действительный статский советник с 17 апреля 1894 года. С 1894 года — член кустарного комитета министерства земледелия и государственных имуществ.
С 1896 года начальник Главного тюремного управления.
В 1900—1908 годах — директор Александровского лицея.
С 6 мая 1908 года был назначен членом Государственного совета, но из-за болезни не приступил к новым обязанностям. Скончался 5 (18) июня 1908 года. Похоронен на Никольском кладбище Александро-Невской лавры (4-я дорожка), на его могиле установлено архитектурное надгробие «от сослужицев по Александровскому лицею» (могила сохранилась).

## Публикации
- Тюремное дело в России : Лекция, прочит. 18 февр. 1898 г. лицеистом 33 курса А. П. Саломоном воспитанникам Александров. лицея перед посещением ими с.-петерб. мест заключения. — Санкт-Петербург : тип. С.-Петерб. тюрьмы, 1898
- Ссылка в Сибирь : Очерк её истории и соврем. положения : Для… Комис. о мероприятиях по отмене ссылки. — СПб.: тип. С.-Петерб. тюрьмы, 1900
- Ссылка в Сибирь: Очерк её истории и соврем. положения. — Лет Ме Принт, 2012. — 400 с.

У А. П. Саломона было два серьёзных интереса: Данте и арабский язык, который он изучал под руководством А. Э. Шмидта. А. П. Саломон знал итальянский язык и хорошо переводил, но переводы его неизвестны. Его дочь, Маргарита, незадолго до своей смерти в «Автобиографии» указала, что её отец за работы в области дантеведения «был награждён Пушкинской золотой медалью Академии наук».

## Награды
российские
- орден Святой Анны 4-й ст. с надписью «За храбрость» (12.10.1877)
- орден Святого Станислава 3-й ст. с мечам и бантом (12.12.1878)
- орден Святого Владимира 4-й ст. (01.01.1889)
- орден Святого Владимира 3-й ст. (14.05.1896)
- орден Святого Станислава 1-й ст. (1898)
- Высочайшая благодарность (1.01.1898)
- медаль «В память царствования императора Александра III»
- светло-бронзовая медаль «В память русско-турецкой войны 1877—1878» (05.08.1878)

иностранные
- медаль «За храбрость» (Сербия)
- крест «За переход через Дунай» (Румыния, 05.06.1879)
- офицер ордена Таковского креста (Сербия, 1881)
- знак отличия, присвоенный званию «Officier de l'Instruction publique» (Франция, 1890)
- командорский крест ордена Заслуг герцога Петра-Фридриха-Людвига (Ольденбург)

## Семья
Жена: Евгения Владимировна Саломон (? — 27.01.1916) — дочь В. В. Никольского. Их дети:
- Владимир (23.05.1885 — 1918) — выпускник Александровского лицея (1907); погиб в Киеве
- Пётр (18.03.1889 — 1941) — выпускник Александровского лицея (1909); чиновник по особым поручениям при Рязанском губернаторе; был женат на Антонине Сергеевне Разумовой и имел двух сыновей: Дмитрия (27.10.1926 — 1942) и Александра (31.07.1914 —1986)[10]
- Маргарита (20.10.1886 — 1944) — переводчица и искусствовед[11]; в 1943 году награждена орденом «Знак Почёта»